# Pipile cujubi
Pipile cujubi е вид птица от семейство Cracidae.

## Разпространение
Видът е разпространен в Боливия и Бразилия.